# Мария Елизавета Саксонская (1736—1818)
Мария Елизавета Саксен-Польская (нем. Maria Elisabeth von Sachsen und Polen), или Мария Елизавета Аполлония Казимира Франциска Ксавьера фон Веттин (нем. Maria Elisabeth Apollonia Casimira Franziska Xaveria von Wettin; 9 февраля 1736, дворец Вилянув, Варшава, Речь Посполитая — 24 декабря 1818, Дрезден, Саксонское курфюршество) — принцесса из дома Веттинов, дочь Августа III, короля Польского и великого князя Литовского и курфюрста Саксонского, принцесса Польская, Литовская и Саксонская. Она не была замужем и вела благочестивую жизнь в миру.

## Биография
Мария Елизавета родилась во дворце Вилянув в Варшаве 2 февраля 1736 года. Она была дочерью курфюрста Саксонии Фридриха Августа II, который также был королём Польши под именем Августа III,  и эрцгерцогини Марии Йозефы Австрийской. Родители принцессы уделяли большое внимание воспитанию и образованию всех своих детей. Она владела латынью, французским и польским языками (не считая родного немецкого), обладала обширными познаниями в философии, географии и теологии, неплохо рисовала, музицировала и танцевала.
Мария Елизавета была десятым ребёнком в семье из пятнадцати детей. Родными сёстрами ей приходились Мария Амалия Саксонская, в замужестве королева Испании, Мария Жозефа Саксонская, в замужестве дофина Франции, Мария Анна Саксонская, в замужестве курфюрстина Баварии, Мария Кунигунда Саксонская, аббатиса в Торне и Эссене и Мария Кристина Саксонская, титулярная аббатиса Ремиремона. Родными братьями принцессы были Фридрих Кристиан, курфюрст Саксонии, Карл Саксонский, герцог Курляндии и Альберт Саксонский, герцог Тешена.
Мария Елизавета умерла в Дрездене 24 декабря 1818 года.